# Yumi Kobayashi
Yumi Kobayashi (小林優美 Kobayashi Yumi?,  Tokio, Japón; 26 de noviembre de 1988)
es una modelo japonesa, que pertenece a la agencia de modelos Burning Production, K.K. Antes de marzo de 2010, pertenecía ella a la agencia de modelos Platica Inc., que es una filial de Face Network Co., Ltd.
También Yumi es una gravure-idol.

## Perfil
- Apodo:               Yumi-chan
- Profesión:           Modelo y Gravure-idol (el término japonés para el modelo femenino que lleva bikini)
- Cumpleaños:          26 de noviembre de 1988
- Lugar de nacimiento: Tokio, Japón
- Estatura:            167 cm (5' y 7.5")
- Medidas de cuerpo:   B85 W57 H84 cm (B33.5" W22.4" H33.1")
- Agencia de modelos:  Burning Production, K.K.

## Biografía
En 2002, Yumi debutó como una modelo exclusiva de loveberry, que es una revista de moda para adolescentes japonesas y es una publicación de Tokuma Shoten. Apareció ella como modelo para la revista hasta el año de 2005. En el próximo año, se trasladó a otra compañía Face Network Co., Ltd., y además, ella debutó como gravure-idol. Luego, en 2007, participó ella en una audición para the Kobe Collection, o simplemente llama, Kou-Kore. Yumi se convirtió en finalista, pero sin premio.
A fines de 2008, Yumi fue elegida como the 23rd Asahi Beer Image Girl, en la que ella sirvió hasta diciembre de 2009. Pero en los próximos tres meses, ella no podría conseguir trabajo como modelo. Entonces, el 1 de abril de 2010, Yumi entró a la agencia de modelos Burning Production, K.K.
Ella ha asistido a the Tokyo Girls Collection como una modelo en dos ocasiones, o sea 11th Tokyo Girls Collection del otoño-invierno 2010 y 13th Tokyo Girls Collection del O/I 2011.

### Revistas
- loveberry, Tokuma Shoten 2001-, como su modelo exclusiva desde 2002 hasta 2005
- Scholar, Scholar Magazine 2008
- Weekly Playboy nº 22, pp.24-27, Shueisha 2010
- Weekly Young Jump nº 49, pp. 439-443, Shueisha 2010
- Weekly Playboy n.º 47, pp. 95-111, Shueisha 2010
- Weekly Playboy n.º 7, p. 1 (cubierta) y pp. 5-12, Shueisha 2011
- Weekly Young Jump n.º 11, p. 1 (cubierta) y pp. 3-8, Shueisha 2011
- Weekly Young Jump n.º 26, pp. 431-435, Shueisha 2011

## Filmografía

### TVDorama
- Misaki Number One!! (美咲ナンバーワン!!), Nippon Television 2011
- Shima-shima (シマシマ), TBS 2011

### Imagen DVD
1. Angel Kiss - Angel's Smile - (Angel Kiss ～天使の微笑み～), E-net Frontier 2006
2. Yumi Toiro (優美十色), GP Museum Soft 2007
3. Angel Kiss - Angel's Reunion - (Angel Kiss ～天使の再会～), Trico 2008